# Our Farewell
«Our Farewell» — первый сингл симфоник-метал-группы Within Temptation с их второго студийного альбома Mother Earth.

## Концертное исполнение
Концертное издание DVD Mother Earth Tour включает в себя живое исполнение «Our Farewell» дуэтом с голландской оперной певицей Геа Гийсбертсен.
После выхода альбома The Silent Force песня звучала на нескольких концертах, но после 2006 года не исполнялась вживую до 2012 года, когда была спета в дуэте с Изабеллой Шолтен на концерте в честь 15-летия Within Temptation.

## Список композиций
1. «Our Farewell (Radio Version)»
2. «Dark Wings»
3. «Our Farewell (Album Version)»
4. «Our Farewell (Acoustic Version)»